# قمچقای (بیجار)
قَمچُقای، روستایی از توابع بخش کرانی شهرستان بیجار در استان کردستان ایران است.

## قلعه قمچقای
قلعه قمچقای در فاصله یک کیلومتری شمال این روستا و ۶۰ کیلومتری شمال شهر بیجار و داخل منطقه حفاظت‌شده بیجار قرار دارد.

## جمعیت
این روستا در دهستان کرانی قرار دارد و براساس سرشماری مرکز آمار ایران در سال ۱۳۸۵، جمعیت آن ۲۷۶ نفر (۶۹خانوار) بوده‌است.

### زبان
مردم روستای قمچقای و دیگر روستاهای اطراف به زبان ترکی آذربایجانیسخن می‌گویند.